# Couiza
Couiza (okzitanisch Coisan) ist ein südfranzösischer Ort und eine Gemeinde mit 1.130 Einwohnern (Stand 1. Januar 2022) im Département Aude in der Region Okzitanien.

## Lage
Der Ort Couiza liegt in einer Höhe von etwa 225 m an der Einmündung des Flusses Sals in die Aude etwa 41 Kilometer südlich von Carcassonne bzw. etwa 16 Kilometer südlich von Limoux. Die Burg Arques befindet sich etwa elf Kilometer östlich; die Ortschaft Rennes-le-Château liegt etwa fünf Kilometer südlich. Das Gemeindegebiet ist Teil des Regionalen Naturparks Corbières-Fenouillèdes. Das Klima ist gemäßigt bis mild; Regen (ca. 730 mm/Jahr) fällt übers Jahr verteilt.

## Bevölkerungsentwicklung
| Jahr                       | 1800 | 1851 | 1901 | 1954 | 1999 | 2018 |
| Einwohner                  | 627  | 985  | 1088 | 1178 | 1194 | 1115 |
| Quellen: Cassini und INSEE |      |      |      |      |      |      |

Das anhaltende leichte Bevölkerungswachstum ist vor allem auf die Zuwanderung von Familien aus dem Umland zurückzuführen (Landflucht).

## Wirtschaft
Die Umgebung des Ortes ist immer noch geprägt von der Land- und Forstwirtschaft, wobei die Viehwirtschaft (Rinder und Schafe) den Großteil der Agrarproduktion ausmacht. Auch Weinbau wird betrieben: Couiza hat Anteil am Weinbaugebiet Languedoc und ist eine von rund 40 Gemeinden, die ihre weißen Schaumweine unter der Herkunftsbezeichnung Crémant de Limoux, Blanquette de Limoux AOC oder Blanquette méthode ancestrale AOC vermarkten dürfen. Im Ort selbst überwiegen Kleinhandel sowie kleinere Handwerks- und Dienstleistungsbetriebe. Außerdem gibt es im Ort eine Pralinenmanufaktur. Im ausgehenden 20. Jahrhundert ist der Tourismus als wichtiger Wirtschaftsfaktor hinzugekommen.

## Geschichte
Die nachweisbare Geschichte von Couiza (im Mittelalter auch Couzanum, Coinsanum, Couissan, Couyzan, Couisan, Couvizan, Couyza oder Couizan geschrieben) reicht bis in römische Zeiten zurück. Das 7. und 8. Jahrhundert sahen die Endphase der Christianisierung des Gebiets, wobei die Abtei Sainte-Marie de Lagrasse eine wichtige Rolle spielte. Wie aus einer Urkunde zu entnehmen ist, bestand im 9. Jahrhundert ein von Lagrasse abhängiges Priorat in Couizanum.
Im Mittelalter, wahrscheinlich in der Zeit des Albigenserkreuzzugs (1209–1229), wurde Couiza zu einem wehrhaften Dorf (castrum) ausgebaut. In der Mitte des 13. Jahrhunderts kam der Ort in den Besitz des im Château d’Arques residierenden Pierre de Voisins, eines ehemaligen Kampfgefährten von Simon de Montfort, 5. Earl of Leicester.
Im 16. Jahrhundert spielte die Familie Joyeuse eine wichtige Rolle im Languedoc und in der Auseinandersetzung mit den Protestanten (vgl. Hugenottenkriege). Jean de Joyeuse ließ ab 1513 das Schloss von Couiza erbauen und heiratete wenig später (1518) Françoise, die letzte Erbin des Hauses Voisins – einer ihrer Söhne war Guillaume de Joyeuse (1520–1592), vier ihrer Enkel trugen nacheinander den Titel eines Herzogs von Joyeuse.

## Sehenswürdigkeiten

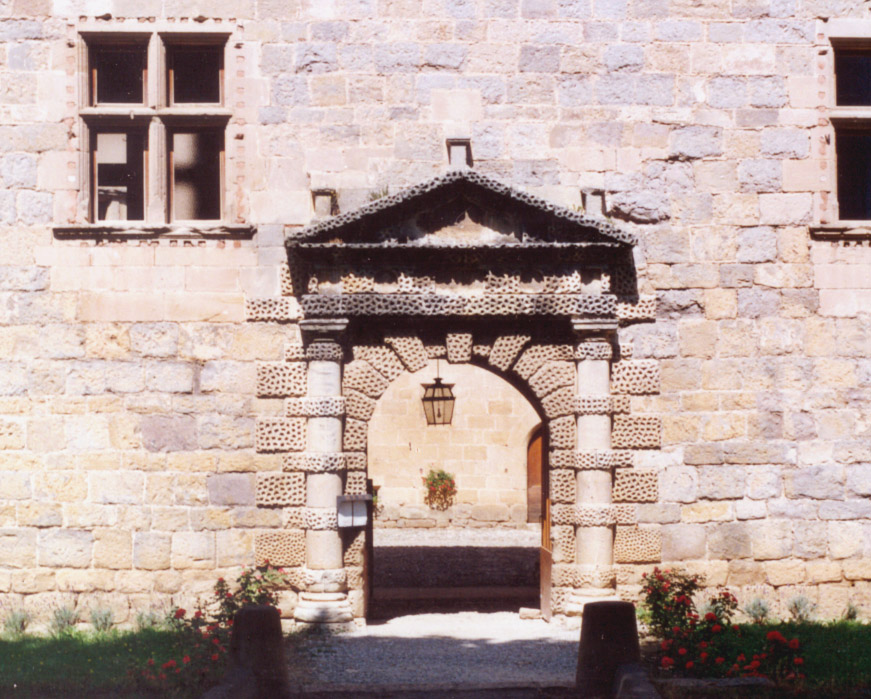
Château de Couiza (Detail)

- Das Stammschloss der Familie Joyeuse ist – auch wenn es zu einem Hotel bzw. Restaurant umgebaut worden ist – die bedeutendste Sehenswürdigkeit von Couiza. Der vierflügelige, nach allen Seiten geschlossene Bau mit mittelalterlich anmutenden Rundtürmen in den Ecken steht in einer gepflegten Parkanlage. Die zwischen den Ecktürmen befindlichen Wohntrakte (corps de logis) sind doppelgeschossig und haben die typischen, mit Fensterkreuz versehenen, Rechteckfenster der Renaissance. Das heute als Hotel dienende Schloss ist seit 1913 bzw. seit 1944 als Monument historique[2] anerkannt.
- Die dreischiffige und rippengewölbte Église Saint-Jean-Baptiste ist die Pfarrkirche des Ortes; sie stammt wahrscheinlich aus dem 14. Jahrhundert, wurde aber im 19. Jahrhundert tiefgreifend renoviert – alle Steine des alten Baues wurden abgetragen und später wieder vermauert; anschließend wurde das Kircheninnere im Geschmack der Zeit ausgemalt.[3]